# Aguas de la Vida y de la Muerte

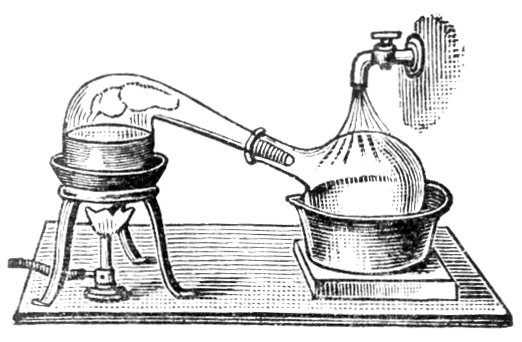
Destilación

Las Aguas de la Vida y de la Muerte son, según el folclore y la mitología rusa, aguas con poderes mágicos de resurrección que pocos buscaban porque eran custodiadas por Baba Yagá.
Se podían recibir las Aguas de la Vida y de la Muerte de manos de su temida guardiana si se le demostraba fuerza singular o mediante alguna artimaña; aunque también podía ser otorgada como regalo. Su mítico y legendario poder conseguiría que a un hombre descuartizado, si se le aspergía con el Agua de la Muerte, los trozos volvían a ensamblarse y, tras esto, si se aspergía el cadáver con el Agua de la Vida, renacía.